# Liste des évêques et archevêques de Tamale
Liste des évêques et archevêques de Tamale (en)
(Archidioecesis Tamalensis)
La préfecture apostolique de Navrongo est créée le 11 janvier 1926, par détachement du vicariat apostolique de Ouagadougou.
Elle est elle-même érigée en vicariat apostolique le 26 février 1934.
Ce dernier est érigé en évêché et change de dénomination le 18 avril 1950 pour devenir l'évêché de Tamale.
Enfin il est érigé en archevêché le 30 mai 1977.

## Est préfet apostolique
- 14 avril 1926-26 février 1934 : Oscar Morin, préfet apostolique de Navrongo.

## Sont vicaires apostoliques
- 26 février 1934-15 avril 1947 : Oscar Morin, promu vicaire apostolique de Navrongo.
- 15 avril 1947-10 juin 1948 : siège vacant
- 10 juin 1948-18 avril 1950 : Gérard Bertrand, vicaire apostolique de Navrongo.

## Sont évêques
- 18 avril 1950-12 avril 1957 : Gérard Bertrand, promu évêque de Tamale.
- 12 avril 1957-23 juin 1972 : Gabriel Champagne
- 23 juin 1972-18 novembre 1974 : siège vacant
- 18 novembre 1974-30 mai 1977 : Peter Dery (Peter Poreku Dery)

## Sont archevêques
- 30 mai 1977-26 mars 1994 : Peter Dery (Peter Poreku Dery), promu archevêque.
- 26 mars 1994-12 février 2009 : Gregory Kpiebaya (Gregory E. Kpiebaya)
- depuis le 12 février 2009 : Philip Naameh